# 尚娜
尚娜 是一位中国企业家、编剧。

## 生平
曾经担任《新京报》高级编辑，2006年加入搜狐担任娱乐频道主编，2009年担任搜狐视频高级总监，2011年担任搜狐视频内容运营中心总编辑。
2015年8月加入拉近网娱担任拉近网娱副总裁及拉近影业CEO。2016年受邀担任在日本东京都举行的国际艾美奖半决赛评委。